# تاسیسات فرآوری اورانیوم هگزافلوراید هانی‌ول

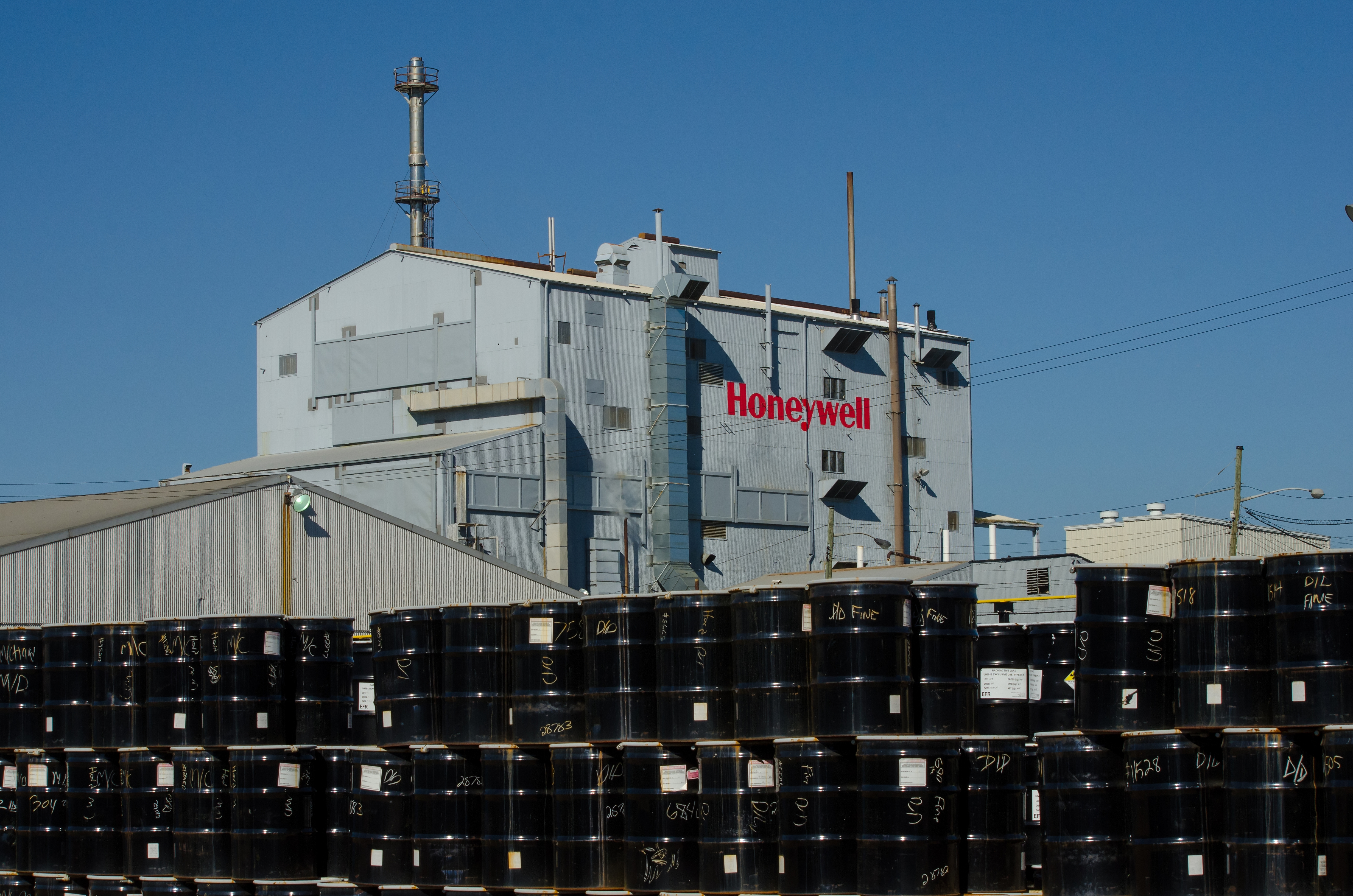
Photo of Feed Materials Building at Honeywell Metropolis Works

تأسیسات فرآوری اورانیوم هگزافلوراید هانی‌ول (انگلیسی: Honeywell Uranium Hexafluoride Processing Facility) کارخانه‌ای واقع در ۳ کیلومتری شمال غرب متروپلیس، ایلینوی در ایالات متحده آمریکا است. این کارخانه متعلق به شرکت تضامنی ConverDyn وابسته به دو شرکت آمریکایی هانی‌ول و جنرال اتمیکز است. این کارخانه جهت فرآوری و تولید UF۶ جهت مصرف در صنایع هسته‌ای در سال ۱۹۵۸ میلادی راه اندازی گشته است. ظرفیت اسمی تولید این مجموعه در حدود tU 15000 هگزافلوراید اورانیوم در سال است.

## فرایند فرآوری UF۶

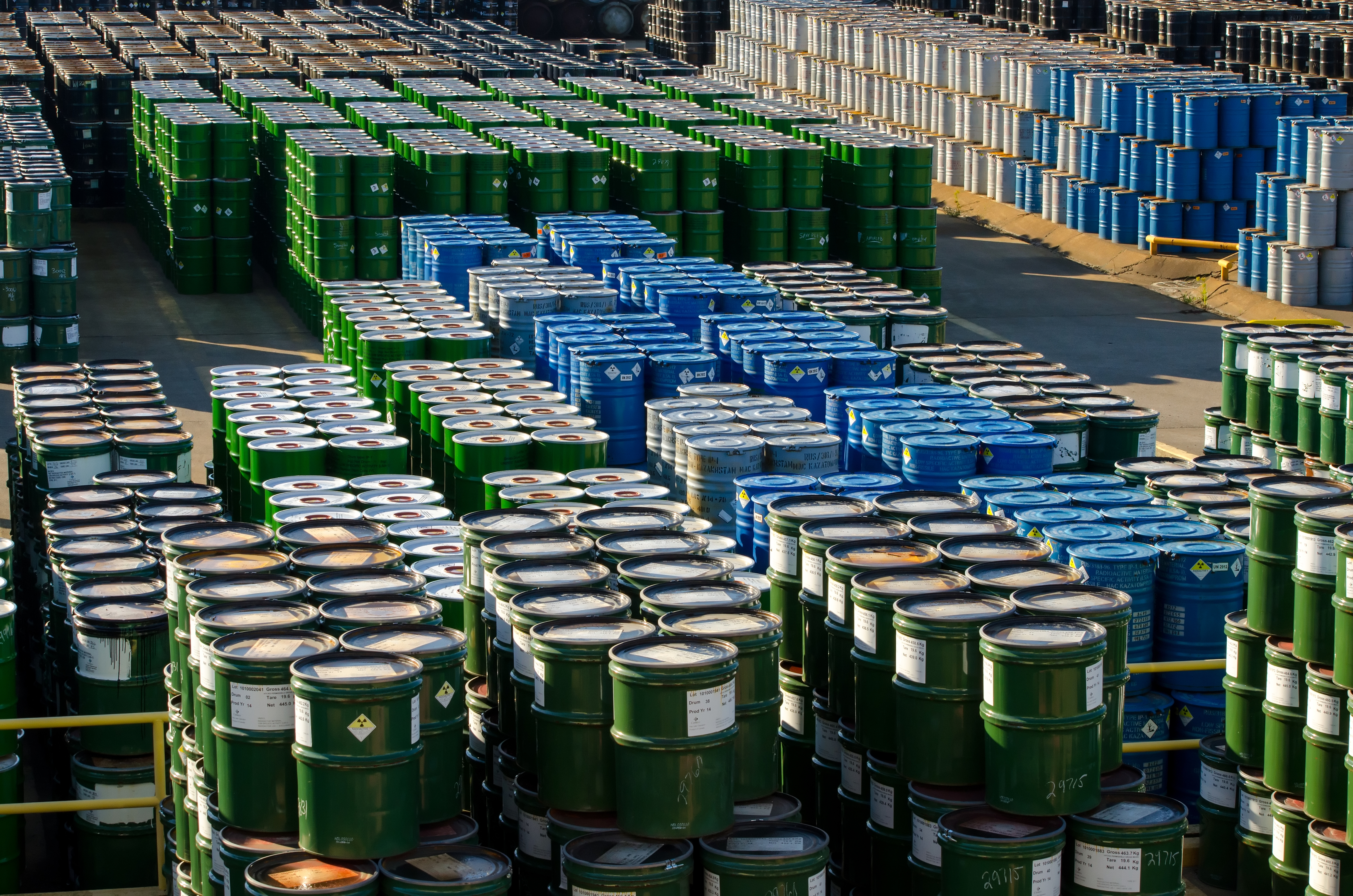
دپوی کانی‌های معدنی حاوی اورانیوم به عنوان ماده اولیه تولید UF_{۶}

فرآوری هگزافلوراید اورانیوم در این تأسیسات شامل مراحل زیر است:
- آماده سازی خوراک

در ابتدا از سایز بندی و میزان عیار اورانیوم در مواد اولیه اطمینان حاصل می‌شود.
- احیا

در این مرحله مواد اولیه با مقدار اضافی گاز هیدروژن در بستری سیال واکنش داده و اورانیوم دی‌اکسید تولید می‌کنند.
2U
3O
8+H
2 → 3UO
2 + 2H
2O
- هیدروفلوئوریناسیون

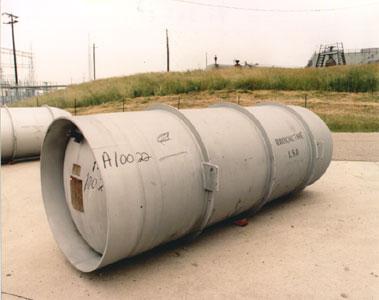
سیلندرهای ویژه حمل هگزافلوراید اورانیوم

طی این مرحله UO۲ حاصل شده از مرحله پیشین با هیدروژن فلورید (HF) واکنش داده و تولید اورانیوم تترافلورید (UF۴) می‌کند.
UO
2+4HF → UF
4 + 2H
2O
- فلوئوریناسیون

در این مرحله گاز فلوئور خالص در تماس با UF۴ قرار گرفته که حاصل واکنش گاز ناخالص UF۶ خواهد بود. جهت تأمین گاز فلوئور این مرحله، این کارخانه به بزرگترین واحد تولید و فرآوری گاز فلوئور در جهان مجهز است. فرایند تولید F۲ به این صورت است که HF در بستری از پتاسیم بی‌فلوئورید الکترولیز می‌شود.
UF
4+F
2 → UF
6
- تقطیر

در انتها نیز فرایند خالص سازی UF۶ از ناخالصی‌های آن تا خلوص بالای ۹۹٫۹۹٪ انجام می‌شود و محصول نهایی در سیلندرهای ویژه‌ای جهت انتقال بسته‌بندی می‌شوند.